# The Best (Bernardo Lanzetti)
The Best è l'ottavo album da solista di Bernardo Lanzetti. È stato pubblicato nel 1999 dalla Mr. Music e contiene una selezione dei maggiori successi di Bernardo Lanzetti sia da solista che da cantante della PFM. Tutti i brani precedentemente incisi solo su vinile e quelli incisi con la PFM sono stati suonati ex novo. La produzione e arrangiamenti sono di Dario Mazzoli

## Tracce
1. Good To Love You – 4:05
2. Chocolate Kings – 4:21
3. Mi piace – 2:47
4. Vita in provetta – 3:22
5. Solamente noi – 3:57
6. Gente nervosa – 4:18
7. Se fossi cosa – 4:26
8. Una sera che piove – 3:22
9. She's Gonna Rock You – 3:22
10. Simple as the Weather – 3:59
11. Cross the Water – 4:07
12. Impressioni di settembre – 4:26
13. Can You Dance to it? – 4:16
14. Fantalità – 4:12
15. Traveler – 4:59